# Cà phê Ireland

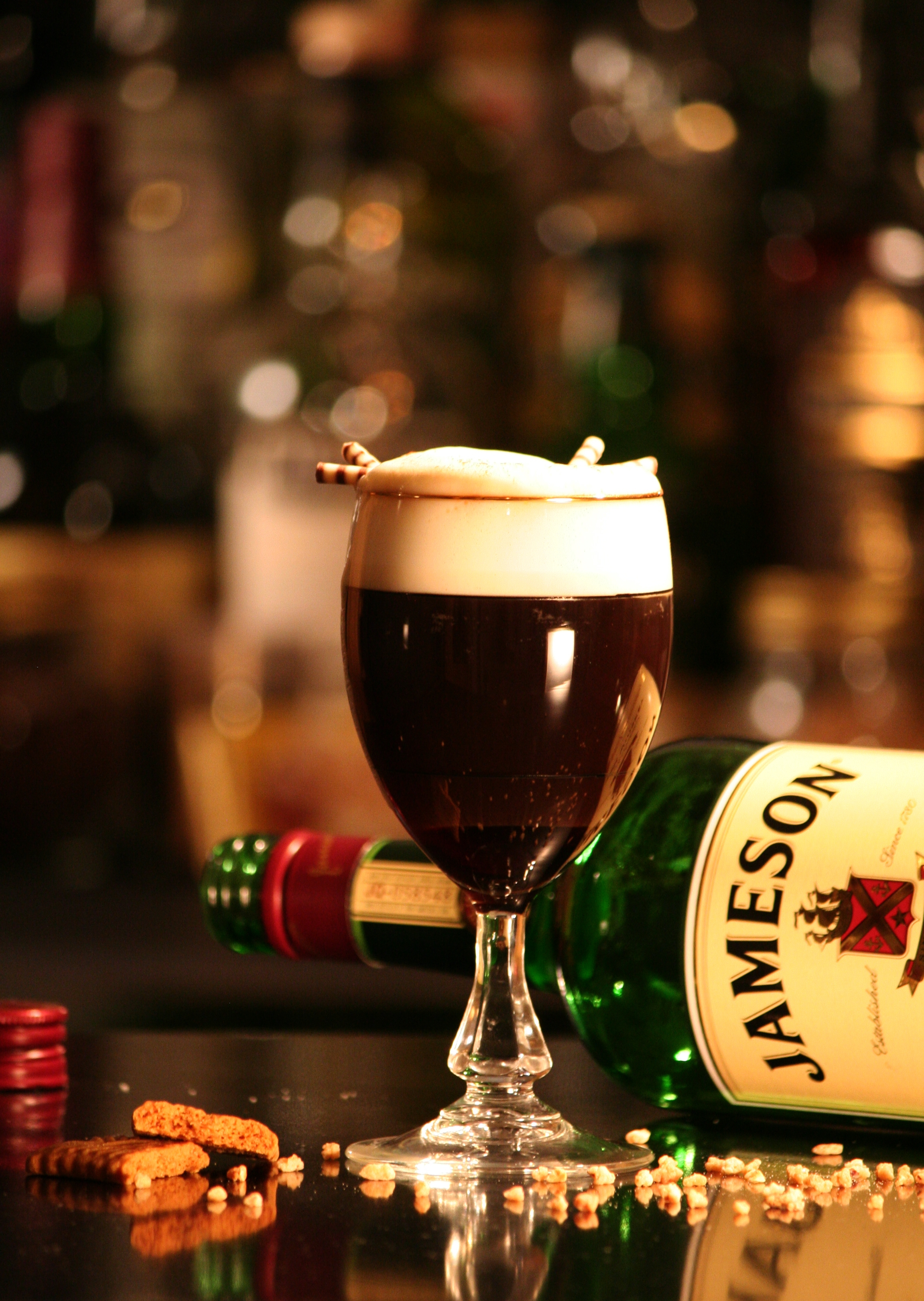
Một ly cà phê Ai-len

Cà phê Ireland (tiếng Anh là Irish coffee, có nghĩa là "cà phê theo kiểu của Ireland"/Ái Nhĩ Lan) là loại đồ uống nóng từ cà phê có pha rượu whisky đặc trưng của Ireland.

## Lịch sử
Irish Coffee được kể là do người quản lý của một nhà hàng tại sân bay Foynes (nay là Shannon International Airport) ở miền Tây Ai-len chế ra. Để đón tiếp nhóm khách người Mỹ trong mùa đông khắc nghiệt năm 1940, ông Joe Sheridan đã sáng kiến đổ thêm rượu Whisky và ly cà-phê nóng. Đám khách rất thích thú và muốn được biết liệu họ có phải đang uống Cà-phê Brazil không. Ông Joe nói rằng họ đang uống Cà-phê Ai-len.
Phải mất mười năm sau Irish Coffee mới được phổ biến rộng rãi qua chương trình quảng cáo của Cơ quan Du lịch Ai-len, có nguồn thì cho là chính Cơ quan này đã chế ra Irish Coffee.

## Pha chế

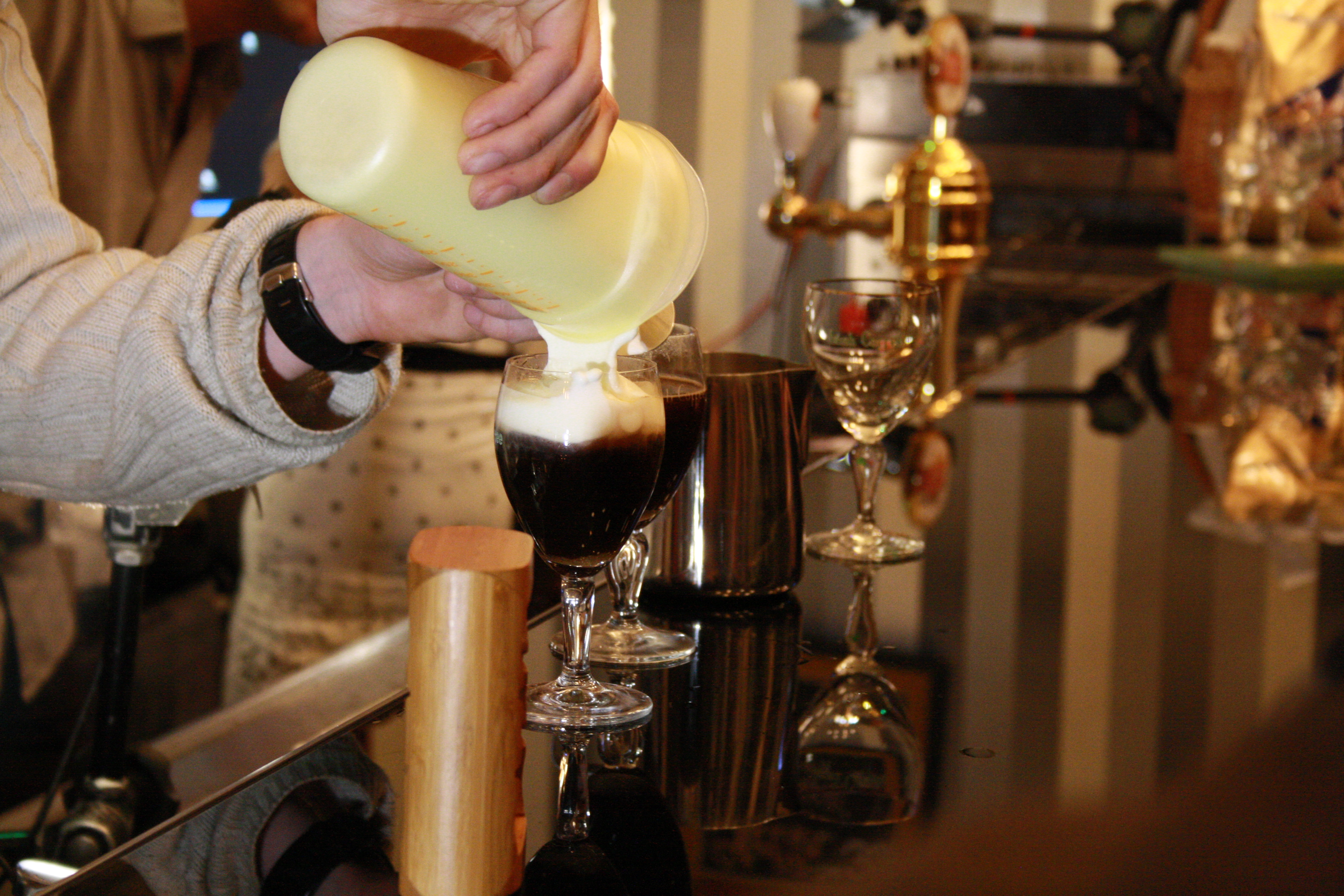
Pha chế cà phê Ai-len

Cho 4 cl whisky và 1 thìa đường đỏ cho vào ly chịu được nhiệt, có chân như ly rượu vang, chuyên dùng để pha Irish coffee. Sau đó người ta hơ ly rượu trên ngọn lửa đèn cồn, xoay đều ly cho đến khi đường trong rượu tan hết và bắt đầu thấy hơi nước bốc lên thì rót cà phê vào, phun thêm một lớp kem sữa mỏng, không ngọt lên trên. Khi dùng cà phê không nên khuấy.